# Zapotlanejo
Zapotlanejo est une municipalité mexicaine située dans la région du centre de l'État de Jalisco au Mexique. Selon le recensement de 2005, la population s'élevait à 55 827 habitants, sur une superficie de 643,02 km2.

## Étymologie
Zapotlanejo est d'étymologie moitié Nahuatl, moitié espagnole. Le mot Nahuatl "tzapotlán" (lieu de champignons abondants) est constitué de deux morphèmes : "zapotl" (champignon) et "tlan" (lieu). De plus, le nom de la municipalité comportant la terminaison espagnole "ejo", indiquant qu'il s'agit d'une localité.

## Histoire
La ville de Zapotlán était avant connue sous le nom de Zapotlán de los Tecuexe, se référant au nom des habitants précolombiens, les Tecuexes, qui s'installèrent sur le territoire autour de l'année 1218.
L'installation espagnole commença vers 1523. Les colons espagnols locaux furent victimes d'attaques continuelles de la part des Chichimèques durant le début de la période coloniale.
Le célèbre Pont de Calderón de la ville fut construit durant le gouvernement de Francisco Calderón Romero. Le pont fut occupé lors de la bataille de Calderón en 1811, qui fut une bataille importante lors de la guerre d'indépendance du Mexique.
En 1860, les troupes républicaines, commandées par le général Ignacio Zaragoza battirent le général Leonardo Márquez à proximité de la ville.
En 1824, Zapotlanejo était la capitale du département de Tonalá. En 1825, la ville fit partie du canton de Jalisco (dont la capitale est Guadalajara). En 1887, elle est l'un des quatre départements du premier canton de l'État. Finalement, le 8 avril 1844, Zapotlanejo est décrétée municipalité.

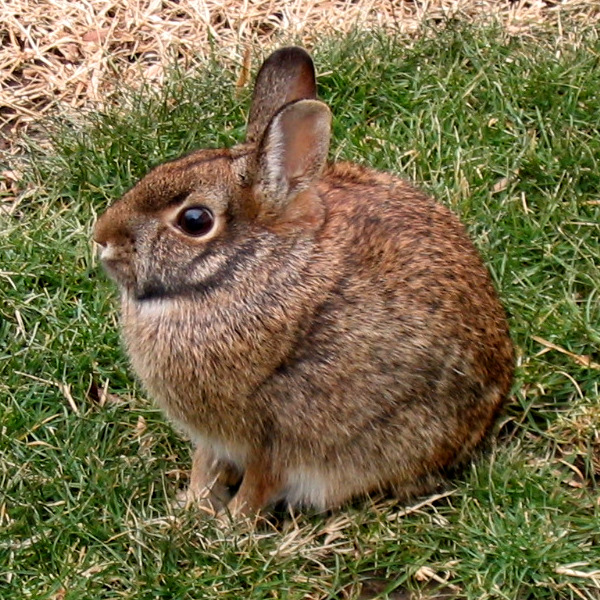
Le lapin habite la commune.